# 사라예보 영화제

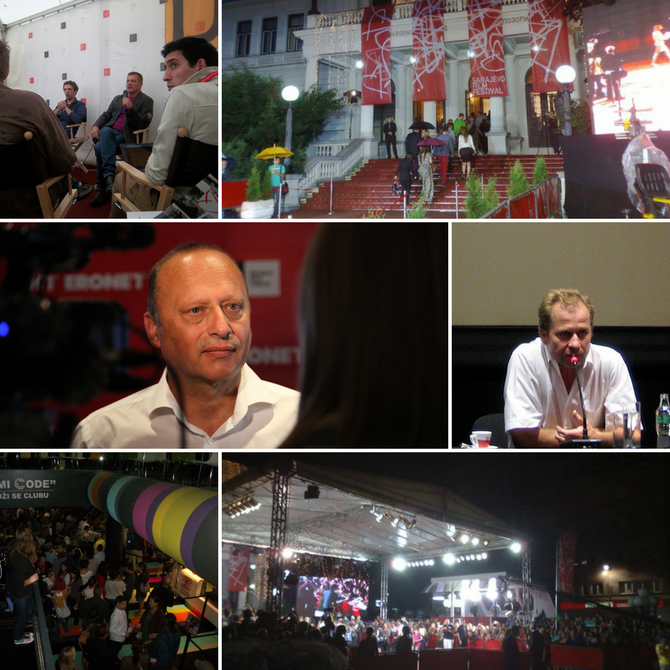
사라예보 영화제.

사라예보 영화제(영어: Sarajevo Film Festival)는 동남유럽 최대의 영화제이자 유럽 최대의 영화제들 가운데 하나이다. 사라예보 영화제는 1995년 보스니아 전쟁 사라예보 포위 도중 사라예보에서 시작되었다.

## 역사
최초의 사라예보 영화제는 1995년 10월 25일부터 11월 5일까지 개최되었다. 당시 사라예보 포위전이 여전히 진행 중이었고 상영 규모도 매우 낮게 잡혔다. 그러나 15,000명의 사람들이 영화를 보러 왔고 그 중 15개 국가에서 37명이 참석했다. 이 영화제는 오늘날 동남유럽에서 가장 저명한 영화제로 놀라운 속도로 성장했으며, 모든 프로그램에서 연간 100,000명 이상의 사람들을 끌어모았고 60개국의 수백 개의 영화들이 상영되고 있다.